# Église Saint-Martin de Vaudricourt
L'église Saint-Martin de Vaudricourt est une église catholique située à Vaudricourt, dans le département de la Somme, en France, à l'ouest d'Abbeville.

## Historique
L'église actuelle de Vaudricourt a été construite au XIXe siècle. En 1609, Gilles Wanlin, charpentier du village trouva dans un chêne abattu, une statue de la Vierge qui généra une dévotion populaire.

## Caractéristiques
L'édifice a été construit en briques selon un plan basilical traditionnel, sans transept mais avec une abside polygonale. Un clocher surmonte la façade occidentale de l'édifice couvert d'ardoise.
La statuette en terre Notre-Dame de Foy mesure 22 cm de haut est conservée dans le sanctuaire.
L'église conserve également quelques objets du XVIIe siècle, classés monuments historiques : 
- une statue en bois polychrome de saint Roch,
- un groupe sculpté représentant la Charité de saint Martin,
- un autel et son retable de style Louis XIII avec une statuette représentant la Vierge à l'Enfant[1].

L'orgue fut construit par Charles Gadault dans les années 1860 grâce à la générosité de la famille de Rambures. Il fut relevé par Jean-Jacques Mounier en 2000. Le buffet est garni de jalousies avec moulures. Une façade postiche à la balustrade permet de cacher le meuble de l'orgue.